# Apple A10 Fusion

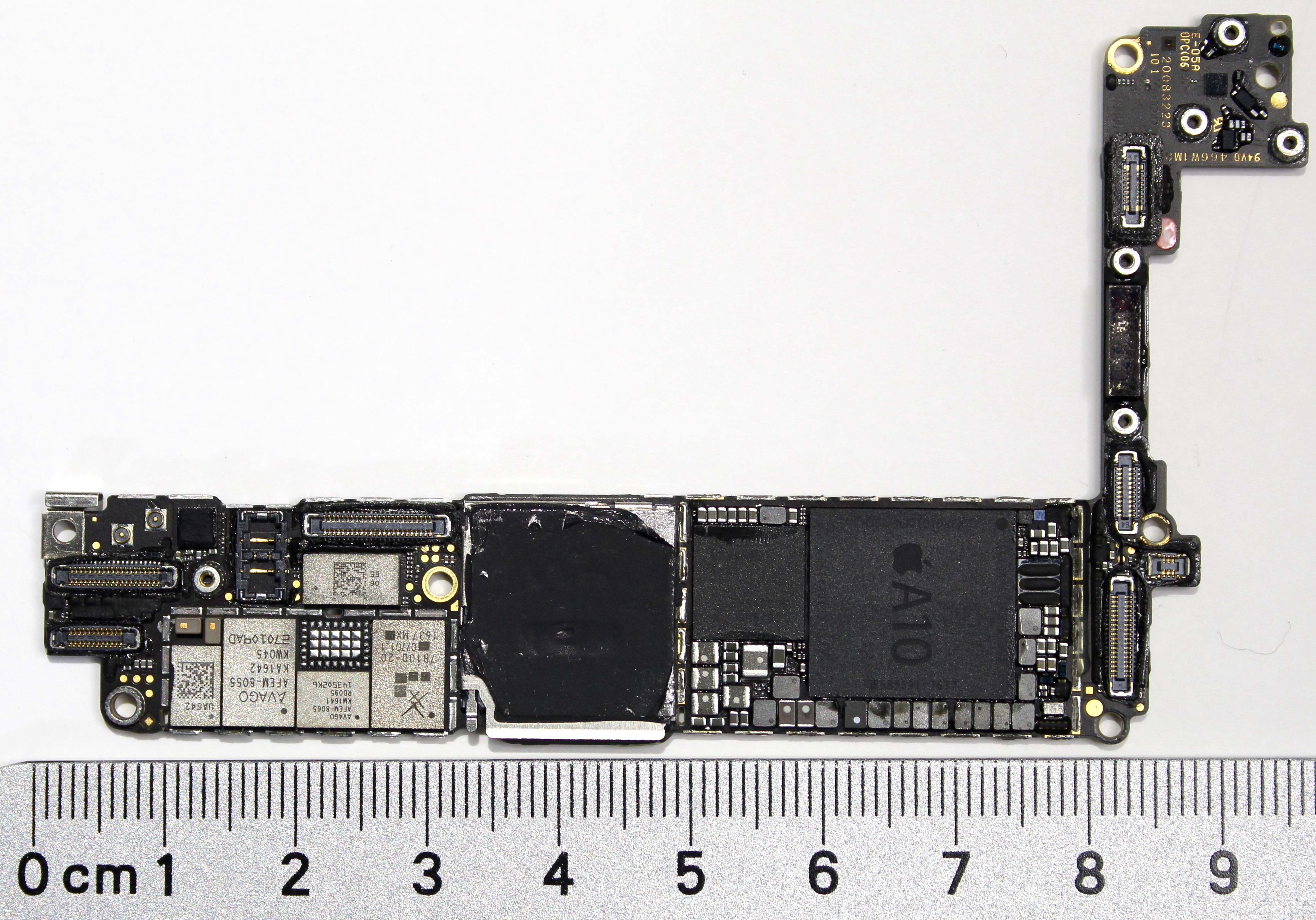
在iPhone 7上的Apple A10 SoC 主機板

Apple A10 Fusion（融合）是蘋果公司設計的64位系統單晶片（SoC），由台积电代工生产，为16 nm制程。這款晶片於2016年9月7日發佈，首先被搭載於iPhone 7和iPhone 7 Plus智能手機中。

## 概覽
A10 Fusion是基於ARM架構下，蘋果首款使用big.LITTLE組態的四核心SoC，包括兩枚高效能核心及兩枚低功耗核心，電晶體數量為33億個。不過A10 Fusion採用就是big.LITTLE內核內建切換器方式（In-kernel switcher，IKS）而不是高通驍龍820採用的HMP方式：一個低功耗核心和一個高效能核心組成一對，共用L2快取，作為一個虛擬CPU核心（在iOS內核中根據負載需要切換），每個虛擬CPU核心在同一時間點上只有高效能核心或低功耗核心在運作，因此在iOS中僅能看到兩顆處理器核心。
A10的高效能CPU核心代号为“飓风”（Hurricane），而低功耗CPU核心代號為「微風」（Zephyr），均為蘋果公司自行設計的ARMv8相容微架構。蘋果宣稱此晶片較上代在CPU效能提升了40%，在圖形運算提升了50%。

## 產品使用
- iPhone 7
- iPhone 7 Plus
- iPad (第六代)
- iPad (第七代)
- iPod touch (第七代)